# Freeverse Software
Freeverse Inc. — разработчик программного обеспечения и компьютерных игр, который принадлежит компании Ngmoco. Размещена в Нью-Йорке. 12 октября 2010 года японская компания DeNA объявила о приобретении Ngmoco за 400 млн долларов.
Ngmoco стала региональной штаб-квартирой для всех западных дочерних компаний DeNA, включая студии в Ванкувере, Сантьяго-де-Чили, Амстердаме и Стокгольме. Однако 18 октября 2016 года DeNA объявила о закрытии всех западных дочерних компаний, включая Ngmoco.

## Игры

### Стандартные игры
- 3D Bridge Deluxe
- 3D Hearts Deluxe
- 3D Euchre Deluxe
- 3D Spades Deluxe
- 3D Crazy Eights
- Active Lancer
- Airburst
- Airburst Extreme
- Arcane Arena
- Atlas: The Gift Of Aramai
- Big Bang Board Games
- Big Bang Brain Games
- Burning Monkey
  - Burning Monkey Casino
  - Burning Monkey Puzzle Lab
  - Burning Monkey Solitaire
  - Burning Monkey Mahjong
- Hordes Of Orcs
- Hoyle Casino 2009
- Hoyle Puzzle And Board 2009
- Hoyle Cards 2009
- Kill Monty
- Neon Tango
- Solace
- ToySight
- WingNuts
- Wingnuts 2:Raina’s Revenge

### Портированные игры
- Heroes of Might and Magic V
- Legion Arena
- Jeopardy! Deluxe
- Wheel of Fortune Deluxe!
- Marathon 2: Durandal

### Изданные игры
- 8th Wonder Of The World
- KnightShift
- Massive Assault
- Northland
- Payback
- Project Nomads
- Robin Hood: The Legend Of Sherwood
- Spartan
- X2: The Threat